# Theodoros Georgios Orphanides
Theodoros Georgios Orphanides (grekiska: Θεόδωρος Γεώργιος Ορφανίδης), född 1817, död 5 augusti 1886 i Aten, var en grekisk botaniker och poet.
Auktorsnamnet Orph. kan användas för Theodoros Georgios Orphanides i samband med ett vetenskapligt namn inom botaniken; se Wikipediaartiklar som länkar till auktorsnamnet.